# Destinos cruzados
Destinos cruzados es una telenovela chilena creada por Pablo Illanes, dirigida por María Eugenia Rencoret y transmitida por Televisión Nacional de Chile desde el 6 de septiembre de 2004 hasta el 4 de febrero de 2005. La trama se basa en una mujer que regresa luego de 10 años a Santiago de Chile para buscar a su hijo, pero al regresar descubrirá un país completamente distinto al que dejó, y encontrará el amor en el padre del niño que busca. Esta telenovela, que se sitúa entre los barrios de Lo Barnechea y La Florida, también trata distintas temáticas como la prostitución masculina, la adicción a las drogas y la discapacidad.
Es protagonizada por Aline Küppenheim, Álvaro Rudolphy y Luciano Cruz-Coke. Destinos cruzados, que fue la telenovela más vista en su periodo de emisión, marcó el debut del guionista Pablo Illanes en Televisión Nacional y fue última dirigida por María Eugenia Rencoret, que durante 2005 asumió como directora del Área Dramática de TVN y desde entonces comenzó a tener un rol ejecutivo en la producción de telenovelas. No obstante, la dupla Illanes-Rencoret continuó y ambos produjeron varias telenovelas exitosas como Alguien te mira (2007) y ¿Dónde está Elisa? (2009) en TVN y Perdona Nuestros Pecados (2017-2018) en Mega.

## Argumento
Laura Squella (Aline Küppenheim) es una mujer que en su juventud dio un hijo en adopción, fruto de la violación sufrida por parte de su cruel hermanastro Mateo Goycolea (Luciano Cruz-Coke). Por culpa de su abuela Esther Dickinson (Gloria Münchmeyer), lo dio en adopción porque la odia al culparla de un accidente donde su esposo Gregorio Medrano (Eduardo Barril) perdió la vida, razón por la cual decide irse de Chile. Diez años después, Laura regresa para dar con el paradero de su hijo. Los problemas comienzan a desencadenarse cuando ella se enamore de Daniel Riquelme (Álvaro Rudolphy), un humilde mecánico quien es el hombre que adoptó a su hijo junto a Cecilia Zamudio (Paola Volpato), su esposa. 
Por otro lado Fedora (Francisca Imboden) y Pascuala (Fernanda Urrejola), hermanas de Mateo, quedan seducidas ante Franco Schiaffino (Benjamín Vicuña), un joven gigoló que también seduce a su abuela Esther. Martín (Íñigo Urrutia), el hermano de Laura, quien quedó en silla de ruedas luego del accidente se enamora de Renata Méndez (Paola Giannini), la novia joven de su padre Carloto (Mauricio Pesutic). Y Gaspar (Francisco Pérez-Bannen), hermanastro de Laura está enamorado de ella aunque luego de años ha tratado de superarlo con Colomba Recabarren (Mónica Godoy) quién a su vez le es infiel con Mateo.

## Reparto

### Principales
- Álvaro Rudolphy como Daniel Riquelme
- Aline Küppenheim como Laura Squella[3]
- Luciano Cruz-Coke como Mateo Goycolea
- Paola Volpato como Cecilia Zamudio
- Benjamín Vicuña como Franco Schiaffino.[4]
- Gloria Münchmeyer como Esther Dickinson.[5]
- Coca Guazzini como Flavia Medrano
- Mauricio Pešutić como Carloto Squella.
- Jaime Vadell como Boris Riquelme.
- Ana Reeves como Emma Tapia.
- Edgardo Bruna como Raimundo Goycolea.
- Consuelo Holzapfel como Gabriela Flaño.[6]
- Francisco Pérez Bannen como Gaspar Goycolea.
- Francisca Imboden como Fedora Goycolea.
- Catalina Guerra como Maribel Menchaca.
- Mónica Godoy como Colomba Recabarren.[7]
- Íñigo Urrutia como Martín Squella.
- Gabriela Hernández como Eloísa Barrera.
- Malucha Pinto como Prudencia Barrera.
- Luis Gnecco como Máximo Tagliati.
- Claudio Arredondo como Cristián Salgado.
- Carmina Riego como Irma González.
- Fernanda Urrejola como Pascuala Goycolea.[8]
- Matías Oviedo como Nicolás Squella.
- Paola Giannini como Renata Méndez.
- Andrés Velasco como Ricardo Morán.
- Hugo Medina como Ruperto Menchaca.
- Luis Uribe como Marcelino Quintana.
- Yorka Ojeda como Estíbaliz Hermosilla.
- Santiago Meneghello como Javier Recabarren.
- Catherine Bossans como Sofía Amenábar.
- Fabiola Matte como Carmen Duval / Florencia Matus.
- Igal Raboy como Rodrigo Riquelme.

## Recepción
Destinos cruzados debutó el 6 de septiembre de 2004 liderando con una sintonía de 38,9 puntos de rating frente a 21,6 de Tentación, la telenovela de Canal 13 en el mismo horario. Al segundo día la diferencia aumentó y Destinos cruzados alcanzó 41,9 puntos frente a 20,8 de Canal 13. Al término de la primera semana de emisión, Destinos cruzados y Tentación promediaron 29,0 y 19,6 puntos de rating, respectivamente. Este panorama se mantuvo hasta el término de ambas telenovelas. Finalmente, obtuvo un promedio de 24,9 puntos en todas sus emisiones por debajo de los 37,5 puntos promedio de su antecesora Los Pincheira 

## Banda sonora
1. Lucybell - Sólo crees por primera vez (entrada principal)
2. Álex Ubago - Aunque no te pueda ver (tema de Daniel y Laura)
3. María Jimena Pereyra - El precio que tiene el amor (tema de Daniel y Cecilia)
4. Mario Guerrero - Me gustas
5. Marta Sánchez - Desesperada (tema de Topo)
6. Amaral - Salir Corriendo
7. Gonzalo Yáñez - Volvemos a caer (tema de Pascuala y Franco)
8. Miguel Bosé - Olvídame Tú (tema de Laura y Gaspar)
9. Daniela Castillo - Quiero ser tú
10. Maná - Oye, mi amor
11. Alejandro Sanz - He sido tan feliz contigo
12. Carolina Soto - Le deseo
13. Obie Bermúdez - Me cansé de ti
14. Lucybell - hoy soñé (tema de Martín y Renata)

## Emisión internacional
- Uruguay: Canal 10.
- Paraguay: Canal 13.

## Adaptaciones
- Corazón partido: Adaptación estadounidense producida por Telemundo y emitida desde el 1 de noviembre de 2005 hasta el 16 de junio de 2006. Es protagonizada por Danna García y José Ángel Llamas.[11]